# Henry Thomas
Henry Jackson Thomas Jr. (San Antonio, Texas, 9 de septiembre de 1971) es un actor estadounidense. Se dio a conocer tras protagonizar en su niñez el rol de Elliot en la película E.T., el extraterrestre (1982) de Steven Spielberg, rol por el que fue nominado a un Globo de Oro y un BAFTA. Sus interpretaciones más destacadas son en las películas Valmont (1989), Leyendas de pasión (1994), Suicide Kings (1997), Gangs of New York (2002), I Capture the Castle (2003) o 11:14 (2003).

## Biografía
Thomas nació el 9 de septiembre de 1971 en San Antonio, Texas, donde pasó su infancia y estudió en el East Central High School y en el Blinn College.
Thomas ha contraído matrimonio en tres ocasiones; con la actriz Kelly Hill (2000-2002) y con la actriz alemana Marie Zielcke (2004-2007), con quien tuvo una hija, Hazel. Actualmente vive en la ciudad de Los Ángeles con su actual esposa, Annalee, sus dos hijos con ella, Evelyn y Henry, y con su hija Hazel.

## Carrera
Debutó en 1981 en el filme Raggedy man, de Jack Fisk y participó en la película The Steeler and the Pittsburgh Kid (1981). Al año siguiente fue elegido para el filme E.T., el extraterrestre, actuando el rol de un niño que hace amistad con un extraterrestre. El filme resultó un éxito de taquilla y fue nominado a un Globo de Oro y un BAFTA.
Al contrario que otras estrellas infantiles, Henry Thomas continuó con su carrera interpretativa sin convertirse en un ‘juguete roto’ tras su éxito en E.T., y participó en una serie de comerciales para televisión, mientras seguía sus estudios en el colegio. En los años siguientes de la década de 1980 actuó en las películas Misunderstood (1984), Cloak & Dagger (1984), Frog Dreaming (1986), Murder One (1988) y Valmont (1989), de Miloš Forman.
En la década de 1990, ya adolescente, participó en las películas para televisión Psycho IV: The Beginning (1990) donde interpreta el papel como Norman Bates joven, A Taste for Killing (1992), Beyond Obsession (1994), Indictment: The McMartin Trial (1995), que le valió una nominación al premio Globo de Oro, Riders of the Purple Sage (1996), Moby Dick (1998) y Happy Face Murders (1999).
Para la pantalla grande actuó en Fire in the Sky (1993), Curse of the Starving Class (1994), Legends of the Fall (1994), Bombshell (1996), Hijacking Hollywood (1997), Niagara, Niagara (1997), Suicide Kings (1997), Moby Dick (1998) y Fever (1999).
En la década de 2000 participó en A Good Baby (2000), All the Pretty Horses (2000), The Quickie (2001), Dead in the Water (2002), I'm with Lucy (2002), Gangs of New York (2002), I Capture the Castle (2003), Briar Patch (2003), 11:14 (2003), Honey Baby (2003), Dead Birds (2004), The Hard Easy (2005), Desperation (2006), The Last Sin (2007), Paranormal Activity (2007), Suffering Man's Charity (2007) y Red Velvet (2009). También participó en dos series de televisión, Masters of Horror  (2005) y Without a Trace (2007-2008). Interpretó a Hank Williams en The Last Ride (2011). En la serie Betrayal del canal ABC, interpreta a TJ Karsten.
Lo vimos ejerciendo de cura en la película Ouija: El origen del mal (2016); en uno de los personajes principales de Gerald's Game (2017), adaptación del famoso relato de Stephen King y también en la película original Netflix titulada Gerald's Game (2017).

## Filmografía

### Películas
| Cine               | Cine                                | Cine                             | Cine                             | Cine                | Cine                  |
| Año                | Título                              | Título                           | Título                           | Rol                 | Director              |
| Año                | Título original                     | Título en España                 | Título en Hispanoamérica         | Rol                 | Director              |
| ------------------ | ----------------------------------- | -------------------------------- | -------------------------------- | ------------------- | --------------------- |
| 1981               | Raggedy Man                         | Ámame hoy                        | Ámame hoy                        | Harry Jr.           | Jack Fisk             |
| 1982               | E.T. the Extra-Terrestrial          | E.T., el extraterrestre          | E.T., el extraterrestre          | Elliott             | Steven Spielberg      |
| 1984               | Misunderstood                       | Elliot                           | Elliot                           | Andrew              | Jerry Schatzberg      |
| 1984               | Cloak & Dagger                      | El joven héroe                   | El joven héroe                   | Davey Osborne       | Richard Franklin      |
| 1986               | Frog Dreaming                       | The Quest                        | The Quest                        | Cody                | Brian Trenchard-Smith |
| 1989               | Valmont                             | Valmont                          | Valmont                          | Raphael Danceny     | Miloš Forman          |
| 1990               | Psicosis IV                         | Psicosis IV                      | Psicosis IV                      | Norman Bates        | Mick Garris           |
| 1993               | Fire in the Sky                     | Fuego en el cielo                | Fuego en el cielo                | Greg Hayes          | Robert Lieberman      |
| 1994               | Curse of the Starving Class         | Curse of the Starving Class      | Curse of the Starving Class      | Wesley Tate         | J. Michael McClary    |
| 1994               | Legends of the Fall                 | Leyendas de pasión               | Leyendas de pasión               | Samuel Ludlow       | Edward Zwick          |
| 1997               | Bombshell                           | Bombshell                        | Bombshell                        | Buck Hogan          | Paul Wynne            |
| 1997               | Niagara, Niagara                    | Niagara, Niagara                 | Niagara, Niagara                 | Seth                | Bob Gosse             |
| 1997               | Suicide Kings                       | Suicide Kings                    | Suicide Kings                    | Avery Chasten       | Peter O'Fallon        |
| 1999               | Fever                               | Atrapado en la oscuridad         | Atrapado en la oscuridad         | Nick Parker         | Alex Winter           |
| 2000               | A Good Baby                         | A Good Baby                      | A Good Baby                      | Raymond Toker       | Katherine Dieckmann   |
| 2000               | All the Pretty Horses               | Todos los caballos bellos        | Espíritu salvaje                 | Lacey Rawlins       | Billy Bob Thornton    |
| 2001               | The Quickie                         | The Quickie                      | The Quickie                      | Alex                | Serguéi Bodrov        |
| 2002               | Dead in the Water                   | Dead in the Water                | Dead in the Water                | Jeff                | Gustavo Lipsztein     |
| 2002               | I'm with Lucy                       | I'm with Lucy                    | I'm with Lucy                    | Barry               | Jon Sherman           |
| 2002               | Gangs of New York                   | Gangs of New York                | Pandillas de Nueva York          | Johnny Sirocco      | Martin Scorsese       |
| 2003               | I Capture the Castle                | El castillo soñado               | I Capture the Castle             | Simon Cotton        | Tim Fywell            |
| 2003               | 11:14                               | 11:14 - Destino fatal            | 11:14 - Hora de morir            | Jack                | Greg Marcks           |
| 2004               | Dead Birds                          | Refugio maldito                  | Gritos de muerte                 | William             | Alex Turner           |
| 2006               | The Hard Easy                       | The Hard Easy                    | The Hard Easy                    | Paul Weston         | Ari Ryan              |
| 2007               | The Last Sin Eater                  | The Last Sin Eater               | The Last Sin Eater               | Hombre de Dios      | Michael Landon, Jr.   |
| 2007               | Suffering Man's Charity             | Ghost Writer                     | Suffering Man's Charity          | Eric Rykell         | Alan Cumming          |
| 2008               | Red Velvet                          | Red Velvet                       | Red Velvet                       | Aaron               | Bruce Dickson         |
| 2010               | Dear John                           | Querido John                     | Querido John                     | Tim                 | Lasse Hallström       |
| 2013               | Big Sur                             | Big Sur                          | Big Sur                          | Philip Whalen       | Michael Polish        |
| 2016               | Ouija: Origin of Evil               | Ouija: El origen del mal         | Ouija: El origen del mal         | Reverendo Tom Hogan | Mike Flanagan         |
| 2017               | Gerald's Game                       | El juego de Gerald               | Gerald's Game                    | Tom                 | Mike Flanagan         |
| 2019               | The Great Alaskan Race              | The Great Alaskan Race           | The Great Alaskan Race           | Thompson            | Brian Presley         |
| 2019               | Doctor Sleep                        | Doctor Sueño                     | Doctor Sueño                     | Jack Torrance       | Mike Flanagan         |
| 2021               | To All the Boys: Always and Forever | A todos los chicos: Para siempre | A todos los chicos: Para siempre | Sr. Kavinsky        | Michael Fimognari     |
| 2023               | Pet Sematary: Bloodlines            | TBA                              | TBA                              | Dan Crandall        | Lindsey Anderson Beer |
| (Fuente: IMDb.com) |                                     |                                  |                                  |                     |                       |
|                    |                                     |                                  |                                  |                     |                       |

### Televisión
| Televisión         | Televisión                        | Televisión      | Televisión                                                 | Televisión | Televisión               |                    |                          |
| Año                | Título original                   | Rol             | País / Canal / Tipo                                        |            |                          |                    |                          |
| ------------------ | --------------------------------- | --------------- | ---------------------------------------------------------- | ---------- | ------------------------ | ------------------ | ------------------------ |
| Año                | Título original                   | Rol             | País / Canal / Tipo                                        | 1990       | Psycho IV: The Beginning | Joven Norman Bates | Película para televisión |
| 1992               | A Taste for Killing               | Cary Sloan      | Película para televisión                                   |            |                          |                    |                          |
| 1995               | Indictment: The McMartin Trial    | Ray Buckey      | Película para televisión                                   |            |                          |                    |                          |
| 1996               | Riders of the Purple Sage         | Bern Venters    | Película para televisión                                   |            |                          |                    |                          |
| 1998               | Moby Dick                         | Ishmael         | Película para televisión                                   |            |                          |                    |                          |
| 1999               | Happy Face Murders                | Dylan McCarthy  | Película para televisión                                   |            |                          |                    |                          |
| 2005               | Masters of Horror                 | Jamie           | Serie - Episodio: "Chocolate"                              |            |                          |                    |                          |
| 2006               | Desperation                       | Peter Jackson   | Película para televisión                                   |            |                          |                    |                          |
| 2007–2008          | Without a Trace                   | Franklin Romar  | Serie - 2 episodios                                        |            |                          |                    |                          |
| 2009               | CSI: Crime Scene Investigation    | Jeremy Kent     | Serie - Episodio: "If I Had a Hammer"                      |            |                          |                    |                          |
| 2011               | The Mentalist                     | Thomas Lisbon   | Serie - Episodio: "Where in the World is Carmine O'Brien?" |            |                          |                    |                          |
| 2013–14            | Betrayal                          | T.J. Karsten    | Serie - 13 episodios                                       |            |                          |                    |                          |
| 2015               | Sons of Liberty                   | John Adams      | MiniSerie                                                  |            |                          |                    |                          |
| 2016               | Law & Order: Special Victims Unit | Sean Roberts    | Serie - Episodio: "Making a Rapist"                        |            |                          |                    |                          |
| 2017               | Better Things                     | Robin           | Serie - Temporada 2                                        |            |                          |                    |                          |
| 2018               | The Haunting of Hill House        | Hugh Crain      | Serie de Netflix                                           |            |                          |                    |                          |
| 2020               | The Haunting of Bly Manor         | Henry Wingrave  | Serie de Netflix                                           |            |                          |                    |                          |
| 2021               | Midnight Mass                     | Ed Flynn        | Serie de Netflix                                           |            |                          |                    |                          |
| 2023               | The Fall of the House of Usher    | Frederick Usher | Serie de Netflix                                           |            |                          |                    |                          |
| (Fuente: IMDb.com) |                                   |                 |                                                            |            |                          |                    |                          |

## Premios y nominaciones
| Premios / Nominaciones | Premios / Nominaciones      | Premios / Nominaciones                                                    | Premios / Nominaciones         | Premios / Nominaciones | Premios / Nominaciones |                    |             |             |          |
| Año                    | Asociación                  | Categoría                                                                 | Nominación                     | Resultado              |                        |                    |             |             |          |
| ---------------------- | --------------------------- | ------------------------------------------------------------------------- | ------------------------------ | ---------------------- | ---------------------- | ------------------ | ----------- | ----------- | -------- |
| Año                    | Asociación                  | Categoría                                                                 | Nominación                     | Resultado              | 1982                   | Young Artist Award | Mejor actor | Raggedy Man | Nominado |
| 1983                   | Young Artist Award          | Mejor actor                                                               | E.T. the Extra-Terrestrial     | Ganador                |                        |                    |             |             |          |
| 1983                   | British Academy Film Awards | El recién llegado más prometedor a los papeles principales de la película | E.T. the Extra-Terrestrial     | Nominado               |                        |                    |             |             |          |
| 1983                   | Golden Globe Awards         | Mejor actor                                                               | E.T. the Extra-Terrestrial     | Nominado               |                        |                    |             |             |          |
| 1983                   | Saturn Award                | Mejor actor                                                               | E.T. the Extra-Terrestrial     | Nominado               |                        |                    |             |             |          |
| 1985                   | Young Artist Award          | Mejor actor                                                               | Cloak & Dagger                 | Nominado               |                        |                    |             |             |          |
| 1996                   | Golden Globe Awards         | Mejor actor de reparto: serie, miniserie o película televisiva            | Indictment: The McMartin Trial | Nominado               |                        |                    |             |             |          |